# Araneus amurius
Araneus amurius là một loài nhện trong họ Araneidae.
Loài này thuộc chi Araneus. Araneus amurius được miêu tả năm 1981 bởi Bakhvalov.